# Micragrotis lacteata
Micragrotis lacteata är en fjärilsart som beskrevs av George Francis Hampson 1903. Micragrotis lacteata ingår i släktet Micragrotis och familjen nattflyn. Inga underarter finns listade i Catalogue of Life.

## Bildgalleri

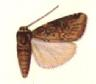